# Saint David (Dominica)
Saint David é uma paróquia de Dominica.

## Principais cidades
- Castle Bruce
- Rosalie
- Salibia